# Paragreuocoris
Paragreuocoris is een geslacht van wantsen uit de familie van de Reduviidae (Roofwantsen). Het geslacht werd voor het eerst wetenschappelijk beschreven door Carayon in 1949.

## Soorten
Het genus bevat de volgende soorten:

- Paragreuocoris aethiopicus Carayon, 1949
- Paragreuocoris carayoni Villiers, 1965
- Paragreuocoris nimbanus Carayon, 1949